# Мочалово (Нижньогородська область)
Мочалово (рос. Мочалово) — присілок в Вачському районі Нижньогородської області Російської Федерації.
Населення становить 19 осіб. Входить до складу муніципального утворення Казаковська сільрада.

## Історія
Від 2009 року входить до складу муніципального утворення Казаковська сільрада.

## Населення
| 1999 | 2002 | 2010 |
| ---- | ---- | ---- |
| 43   | ↘33  | ↘19  |